# 大浦洞2號飛彈
大浦洞2号导弹（羅馬化：Taepodong-2），是朝鲜在大浦洞1号上进一步开发的弹道导弹，射程更远，可达3500公里，据称可以携带核弹头。
外界對本導彈所能造成的後果所知甚少；然而，根據導彈的大小、所攜燃料成分、以及燃料份量，有估計指兩節型號的射程可達4000公里，而三節型號射程更可達4500公里，可能成為朝鮮射程最遠的導彈。點燃一節導彈只需100多秒，使導彈能持續燃燒5到6分鐘。未來導彈經改進後，射程更可能達到9000公里。

## 細節
曾在朝鮮科研出版部門工作的Kim Kil Son稱，該國早在1987年已經開始研發導彈。
目前有關導彈推進器的資料，只有很少能從公共領域取得。大浦洞2号的第一節可能使用液體（使用TM-185燃料和AK-27I氧化劑）推進器，而第二節可能使用勞動型短程導彈。視乎不同的射程，導彈估計可載重700至1000公斤，能裝載常規武器、生化核子武器、以及圍繞地球軌道的人造衛星。但是由於朝鮮尚未能展示研發重返大氣層載具的能力，大浦洞2号今後能否運載核彈頭仍然存疑。

## 發射
2006年7月5日，朝鮮在咸鏡北道花坮郡舞水端里的飛彈基地發射大浦洞2号導彈。初步情況顯示導彈於發射後35至40秒失靈。顯然，為了避免導彈被美日兩國防衛系統擊落，以及取得更精確的試射數據，朝鮮同時也發射了至少兩枚短程劳动-2型導彈。

## 爭議

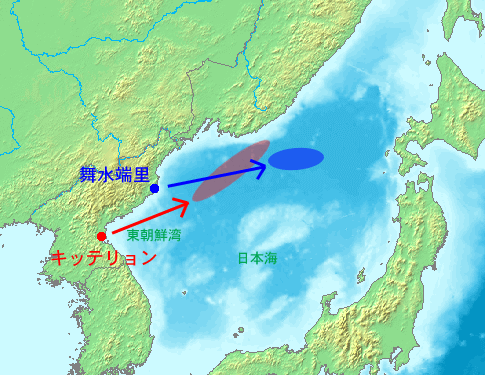
2006年彈道導彈發射實驗示意圖

- 2006年6月，美國情報方面指朝鮮可能試射大浦洞2号導彈。至今，導彈發射是否與於何時進行、發射之原因等尚未能確定，而對發射原因則有兩種說法：試射導彈和嘗試發射人造衛星。美日兩國稱，假如朝鮮堅持試射，可能考慮對朝鮮實施經濟制裁。兩國亦稱任何試射或發射大浦洞2号導彈，將違反金正日與小泉純一郎在2002年簽署的《日朝平壤聲明》，聲明包括朝鮮承諾不試射長程導彈的條款。
- 2006年7月5日，美國情報機關指朝鮮最多發射了六枚導彈，其中至少一枚是長程的大浦洞2号導彈，於發射後35秒失靈。發射地點相信是在40°50′49.66″N 129°37′42.59″E / 40.8471278°N 129.6284972°E。

## 外部連結
- Nuclear Threat Initiative profile
- Federation of American Scientists profile（页面存档备份，存于）
- Global Security Background（页面存档备份，存于）
- Taepodong-2 Design Heritage Imagery（页面存档备份，存于）
- 大浦洞系列圖解（页面存档备份，存于）